# Parham (Suffolk)
Pour les articles homonymes, voir Parham.
Parham est un village et une paroisse civile du Suffolk, en Angleterre.